# Liste der Stolpersteine in Friedrichshafen
Die Liste der Stolpersteine in Friedrichshafen enthält die beiden Stolpersteine, die im Rahmen des gleichnamigen Kunstprojekts von Gunter Demnig in Friedrichshafen verlegt wurden. Mit ihm soll den Opfern des Nationalsozialismus gedacht werden, die in Friedrichshafen lebten und wirkten.

## Liste der Stolpersteine
| Person              | Adresse                | Inschrift | Bild | weitere Informationen |
| ------------------- | ---------------------- | --- | --- | --- |
| Elsa Hammer         | Zeppelinstraße 275 (⊙) | Hier wohnte Elsa Hammer geb. Fellheimer Jg. 1884 deportiert 1943 Auschwitz ermordet 24.9.1943                                                          | | Elsa Hammer geb. Fellheimer wurde am 1. Dezember 1884 in Göppingen geboren. Am 14. September 1943 wurde sie von Stuttgart in das KZ Auschwitz deportiert und später für tot erklärt. |
| Alfons Schmidberger | Allmandstraße 42 (⊙)   | Hier wohnte Alfons Schmidberger JG. 1916 VERURTEILT §175 1939 KZ DACHAU KZ MAUTHAUSEN 1942 KZ STUTTHOF ZUR WEHRMACHT EINGEZOGEN TOT AN DEN FOLGEN 1946 | Bild gesucht Die Wikipedia wünscht sich an dieser Stelle ein Bild vom hier behandelten Ort. Weitere Infos zum Motiv findest du vielleicht auf der Diskussionsseite . Falls du dabei helfen möchtest, erklärt die Anleitung , wie das geht. BW | Alfons Schmidberger wurde im Februar 1916 in Friedrichshafen geboren. Wegen seiner Homosexualität wurde er in verschiedene Konzentrationslager deportiert. Nach seiner Entlassung zum Kriegsdienst gezwungen, kam er in sowjetische Kriegsgefangenschaft. Im Gefangenenlager I in Friedrichsthal, heute Soldatowo, starb er im Juni 1946. |

## Verlegedaten
Die Stolpersteine wurden an folgenden Tagen verlegt:
- September 2013: Zeppelinstraße 275
- 21. Februar 2025: Allmandstraße 42